# Оврон, Лех
Лех Оврон (пол. Lech Owron, наст. имя и фамилия Болеслав Пшилуский; 6 июля 1893 года, Радом — 9 июня 1965 года, Катовице) — польский актёр театра и кино. Он изучал горную промышленность в политехническом институте  Монса в Бельгии, а во время первой мировой войны находился в России. После возвращения в Варшаву в 1919 он стал директором кабаре.

## Избранная фильмография
- 1925 — Вампиры Варшавы. Тайна такси № 1051 / Wampiry Warszawy — барон Камилов
- 1926 — Красный паяц / Czerwony błazen — прокурор Глиньский
- 1927 — Орлёнок / Orlę — Яношик
- 1927 — Бунт крови и железа / Bunt krwi i żelaza — Рышард Вертчыньский, журналист
- 1928 — Роман панны Опольской / Romans panny Opolskiej
- 1928 — Сегодняшние люди / Ludzie dzisiejsi — Хербутт, директор концерна
- 1929 — Изо дня в день / Z dnia na dzień — военный судья
- 1929 — Дорогой позора / Szlakiem hańby — Артур Клюг
- 1929 — Сильный мужчина / Mocny człowiek — актёр
- 1929 — 9.25. Приключение одной ночи / 9.25. Przygoda jednej nocy
- 1930 — Корыстная любовь / Niebezpieczny romans — детектив
- 1930 — Души в неволе / Dusze w niewoli — Витольд Каневский
- 1931 — Хам / Cham — шофёр
- 1932 — Шахта Л23 / Szyb L–23
- 1932 — Рыцари сумерек / Rycerze mroku
- 1932 — Год 1914 / Rok 1914
- 1933 — Шпион в маске / Szpieg w masce — разговаривающий с профессором на трибунах
- 1933 — Последняя эскапада / Ostatnia eskapada
- 1937 — О чём мечтают женщины / O czym marzą kobiety — крупье
- 1937 — Извозчик № 13 / Dorożkarz nr 13 — крупье
- 1937 — Господин редактор безумствует / Pan redaktor szaleje
- 1960 — Крестоносцы / Krzyżacy — замковый командор